# Balduin Hoyoul
Balduin Hoyoul (prinsbisdom Luik, omstreeks 1548 - Stuttgart, 26 november 1594) was een polyfonist uit de Franco-Vlaamse School.
Hoyoul begon in 1561 op dertienjarige leeftijd als discantzinger bij de hofkapel in Stuttgart. In de jaren 1564 tot 1565 was hij leerling van Orlando di Lasso in München, om daarna naar de hofkapel in Stuttgart terug te keren. Daar was hij vervolgens als alt en componist werkzaam. In 1589 nam hij als opvolger van zijn schoonvader de leiding over van de hofkapel en werd tot hofkapelmeester benoemd. In 1594 werd hij slachtoffer van de pest.
Van Hoyoul weten we dat hij onder meer Duitse en Latijnse motetten, Magnificats, psalmen en twee missen componeerde.

## Citaat
"Er is ook bij de hertog van Württemberg een jongeman, die mijn leerling is geweest, hij is afkomstig uit het prinsbisdom Luik, en heeft de dochter van de kapelmeester van Württemberg als vrouw; en hij heet Balduinus Hoyeux, een aanzienlijk componist, en omdat hij jong is, kan hij van dag tot dag beter worden." (Orlando di Lasso in 1565 in een brief aan hertog August van Saksen).
- Biblioteca Nacional de España: XX1779018
- Bibliothèque nationale de France: cb14828881g (data)
- Gemeinsame Normdatei: 128727047
- International Standard Name Identifier: 0000 0001 1682 5312
- Library of Congress Control Number: no96061092
- MusicBrainz: af99be7b-4ba0-4ca9-93e4-67b62f129021
- Nationale Bibliotheek van Tsjechië: js20020610007
- Nationale Bibliotheek van Israël: 987007375631305171
- Nederlandse Thesaurus van Auteursnamen: 131189158
- Système universitaire de documentation: 188271325
- Virtual International Authority File: 87563645
- WorldCat: E39PBJfcQx6Mwb69pP6GqtCbBP